# Chiesa dei Santi Vito, Modesto e Crescenzia (Trento)
La chiesa dei Santi Vito, Modesto e Crescenzia è la parrocchiale di Cognola, in provincia ed arcidiocesi di Trento.

## Storia

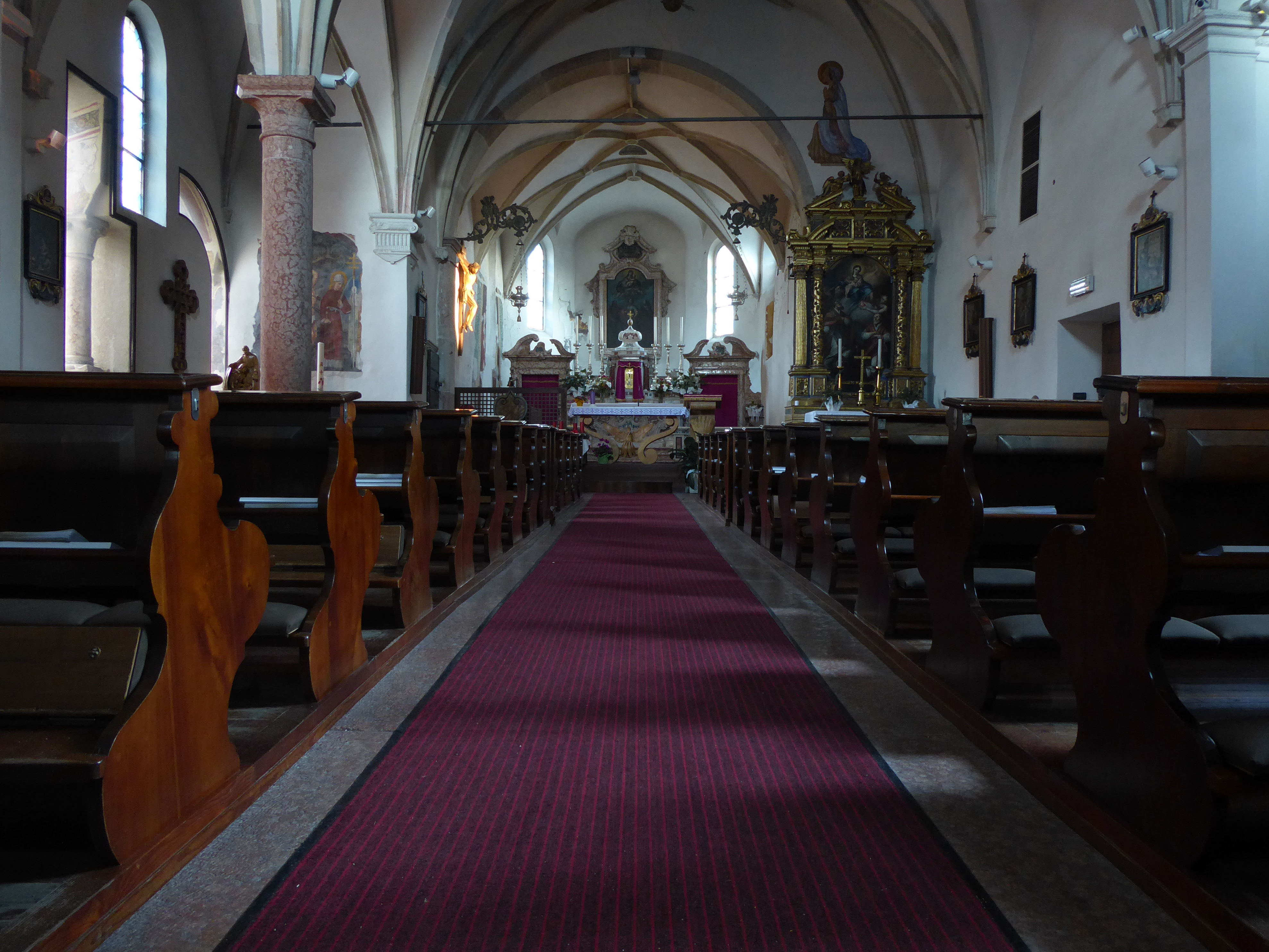
L'interno

La prima citazione di una cappella a Cognola, dedicata allora unicamente a San Vito, risale al 1330. Questo edificio sembrerebbe essere stato rifatto nel XV secolo, ma è sicuro che in quel periodo venne abbellito con degli affreschi. Nel 1539 la chiesa fu praticamente ricostruita e consacrata; in un documento dell'anno successivo la stessa venne menzionata con il titolo attuale e il 20 dicembre 1633 fu eretta in curazia dipendente dalla parrocchia dei Santi Pietro e Paolo di Trento. La chiesa venne riconsacrata nel 1645, nel 1677 le fu concesso il fonte battesimale, nel 1767 furono edificate due cappelle laterali e, nel 1774, su progetto dell'architetto Francesco Cometti fu ampliato il presbiterio. Nel 1840 la cella campanaria subì un intervento di ristrutturazione; la chiesa divenne parrocchiale il 5 dicembre 1907 e, infine, fu restaurata nel 1998.